# London Underground 2009 Stock
London Underground 2009 Stock — тип автоматизованого рухомого складу серії Bombardier Movia, побудовані компанією Bombardier Transportation для лінії Вікторія Лондонського метрополітену
Як і всі інші вагони, призначені для роботи на лініях глибокого закладання в Лондоні, є вагоном округлого дизайну, що максимально використовує просвіт тунелю. 
Головною відмінною характеристикою поїздів метро Лондонського метро є здатність долати тунелі діаметром 4 м (точні діаметри тунелів на різних лініях можуть відрізнятися). 
Усього було збудовано 47 восьмивагонних поїздів, які надійшли на лінію в період з липня 2009 року по червень 2011 року. 
Потяги 2009 Stock створені для заміни застарілих зношених поїздів London Underground 1967 Stock
, 
оснащених системою автоматичного руху поїздів, що експлуатуються на лінії Вікторія з 1 вересня 1968 року до 30 червня 2011 року. 
Це перша нова партія потягів для ліній глибокого закладання в мережі метро Лондона після вагонів London Underground 1996 Stock, введених в експлуатацію в 1997 році.
Потяг є повністю автоматичним. 
Перший із двох експериментальних складів був відправлений на обкатку в Лондонський метрополітен у травні 2007 року, де склад проходив обкатку вночі після проходження випробувань на полігоні компанії в місті Дербі. 
Цей тип складу також використовується для тренування та навчання машиністів лондонського метро.
З 21 липня по 4 серпня 2007 року експериментальний потяг був представлений на станції Юстон для ознайомлення майбутнім пасажирам. Перший склад вийшов на лінію 21 липня 2009 року.
У поєднанні з новою сигнальною системою склади з вагонів цієї серії відрізняються підвищеною надійністю і завдяки своїм характеристикам мають скоротити час проходження перегонів між станціями. 
Також цей тип вагона відрізняється підвищеною місткістю, плавнішим ходом, більшою шириною дверей (що важливо при роботі на лінії в години пік) і більшою пристосованістю для пересування інвалідів. 
Кожен склад складається з 8 вагонів, місць для сидіння - 252 та 1196 стоячих місця.

## Специфікація
- Рід струму та напруга: 630 V, контактна рейка
- Кількість вагонів у складі: 8
- Повна місткість: 1128
- Сидячих місць: 252
- Довжина вагона: 16,595/16,345 м
- Довжина потяга: 133.275 м
- Ширина: 2,68 м
- Висота: 2,883 м
- Ширина колії: 1435 мм
- Матеріал вагона: сталь
- Тип ТЕД: Трифазний асинхронний
- Максимальна службова швидкість: 80 км/год
- Вага:	197.3 тонн